# Herman Casler
Herman Casler — inventeur américain, né le 12 mars 1867 à Sandwich dans l'Illinois et mort à New York, le 20 juillet 1939 — était le cofondateur de l'organisation « K.M.C.D. Syndicate », avec William K.L. Dickson, et Ellias Koopman, et Harry Marvin. Ensemble, ils ont aussi collaboré à la American Mutoscope and Biograph Company en décembre 1895.
Casler, Dickson, et Marvin ont travaillé ensemble en 1893 sur une caméra, de la taille d'une montre, nommé « the Photoret ». Dickson, qui en même temps travaillé pour Thomas Edison, a alors proposé qu'ils travaillent sur une amélioration du Kinétoscope, auparavant imaginé par Thompson.
Casler, en accord avec les idées de Dickson, a alors inventé le Mutoscope, qui permettait de visionner manuellement, à l'inverse du Kinétoscope, un court métrage. Le prototype du Mutagraphe, caméra inventée pour le Mutoscope, fut réalisé en novembre 1894, et testé la première fois en juin 1895. Le premier film officiel réalisé grâce au Mutagraphe fut réalisé en août de cette même année.